# Fusillade de Las Vegas
La fusillade de Las Vegas est une fusillade et tuerie de masse survenue le 1er octobre 2017 pendant un festival de musique country en plein-air, le Route 91 Harvest. Un tireur isolé situé au 32e étage de l'hôtel-casino Mandalay Bay Resort and Casino tire pendant plusieurs minutes avec des fusils d'assaut, tuant soixante personnes et faisant au moins 527 blessés, avant de se donner la mort.
Il s'agit de la tuerie de masse la plus importante de l'histoire des États-Unis.

## Fusillade de masse
La fusillade de masse se produit au Mandalay Bay Resort and Casino pendant le Route 91 Harvest, un festival en plein air de musique country et le concert de Jason Aldean.

Schéma montrant les angles de tir à partir du Mandalay Bay Resort and Casino.

À 22 h 5 (UTC−07:00), un homme situé au 32e étage, chambre 135 du casino Mandalay Bay, qui a loué deux chambres depuis trois jours, tire sur la foule. Après cette fusillade qui dure 10 minutes, les enquêteurs retrouvent vingt-trois armes, de différents calibres, dans sa chambre d'hôtel (dont 12 armes semi-automatiques modifiées par un « bump stock », un dispositif qui s'installe à la place de la crosse et qui permet d'utiliser le recul pour renvoyer le fusil vers l’avant et de tirer presque aussi vite qu’avec une arme automatique, à environ 500 coups par minute) et dix-neuf autres à son domicile,. Une équipe d'assaut pénètre dans la chambre 135 à 23 h 20 (UTC−07:00) après avoir utilisé des explosifs pour dégager la porte qui était barricadée. Le principal suspect, Stephen Craig Paddock, retraité, résidant dans la ville depuis cinq années, et âgé de 64 ans, se serait suicidé avant l'arrivée de la police.

## Victimes
Un premier bilan de la police fait état de vingt morts et d'une centaine de blessés, un deuxième donne un bilan de cinquante morts et de deux cents blessés, un troisième cinquante neuf morts et cinq cent vingt sept blessés, il s'agit de la tuerie de masse la plus importante de l'histoire des États-Unis, faisant davantage de victimes que la fusillade à Orlando, en juin 2016.
Cinquante-huit personnes ont été tuées par balle au festival de musique, le suicide de Paddock était la seule mort à l'hôtel Mandalay Bay. Les décès comprenaient 36 femmes et 22 hommes. Le plus âgé avait 67 ans, le plus jeune 20 ans. Six venaient du Nevada, 35 de Californie, 13 d'autres États et quatre du Canada,. Trente et une des victimes ont été déclarées mortes sur les lieux, tandis que les autres ont été déclarées mortes dans les hôpitaux. En outre, 851 personnes ont été blessées, dont 422 par balle. Le bilan monte officiellement à 60 morts en 2020, après le décès de deux femmes des suites de leurs blessures, en 2019 et 2020.

## Tueur
Le tueur a été identifié comme étant Stephen Craig Paddock, un retraité qui aimait les jeux d'argent.
Né le 9 avril 1953 à Clinton, en Iowa, Stephen Paddock et ses trois frères ont été élevés par leur mère seule qui leur avait dit que leur père, Benjamin Hoskins Paddock (en), était décédé, alors qu’en réalité il était en prison. Benjamin Hoskins avait en fait été condamné en 1961 à vingt ans de réclusion pour plusieurs braquages de banque. S’étant échappé de la prison fédérale de La Tuna (située à Anthony au Texas) le 30 décembre 1968, il s'installa dans l'Oregon où il prit le nom de Bruce Warner Erickson, devint concessionnaire de voitures d’occasion puis en 1977 animateur de jeu de bingo. Il figurait sur la liste des personnes les plus recherchées du FBI.
Stephen Paddock a agi seul et la police ne connaît pas sa motivation. Riche comptable coutumier des casinos où il était devenu joueur de poker professionnel, il était aussi millionnaire grâce à ses investissements dans l'immobilier selon son frère,.
Sa compagne, Marilou Danley, une Australienne originaire des Philippines âgée de 62 ans, a été activement recherchée. Se trouvant alors aux Philippines où elle a reçu de la part de Paddock un virement de 100 000 dollars, elle est rentrée aux États-Unis pour être interrogée par la police.

## Revendication
Le 2 octobre, l'État islamique revendique la fusillade, via son organe de propagande Amaq, en affirmant que « l'attaquant de Las Vegas s'est converti à l'islam il y a plusieurs mois », qu'« il a agi en réponse aux appels visant à cibler les pays de la coalition » et en l'identifiant par le nom de guerre d'« Abou Abd al-Barr al-Amriki »,. Le FBI déclare toutefois qu'il n'y a « aucun lien à ce stade avec un groupe terroriste international ».
À propos de cette revendication — et de celle de l'attaque au couteau de la gare Saint-Charles à Marseille — le journaliste Wassim Nasr émet l'hypothèse que Daech revendiquerait des actes compatibles avec ses méthodes et ses objectifs, mais qu'il n'aurait ni commandités ni aidés. La manœuvre viserait à encourager des personnes sans lien direct avec l'organisation à agir en autonomie de manière imprévisible, dans le but de maintenir une terreur latente en vue de compenser la perte de capacité opérationnelle que Daech subit depuis les revers infligés en Irak et en Syrie.
Pour le chercheur Romain Caillet : « L'EI met en jeu sa crédibilité pour revendiquer cet attentat. [...] Ce qui a fait la crédibilité de l'EI, c'est qu’il ne mentait pas sur ses revendications. Si c'était le cas, ce serait un changement structurel dans l’EI. Ils vont peut-être fournir des preuves dans les heures qui viennent. Auquel cas, plus le temps va passer, plus il va y avoir des doutes sur les revendications de Daech. [...] Il faut noter qu’en mai dernier, le fondateur de l'organe de propagande, Amaq, a été tué dans une frappe américaine. Ce journaliste de formation a donné beaucoup de crédibilité aux informations de l’EI. Est-ce que sa mort a déstabilisé la communication ? Cela expliquerait des cafouillages ces derniers mois. C’est possible, mais rien n’est sûr. ».
Près de sept ans après la fusillade, l'État islamique continue d'affirmer qu'il est derrière cette dernière.

## Complotisme
Les réseaux sociaux ou même des personnalités comme la chanteuse Sia ont prétendu qu'il y avait plusieurs tireurs lors de la fusillade,,. Or, cette information erronée avait été propagée par des sites conspirationnistes.

## Réactions

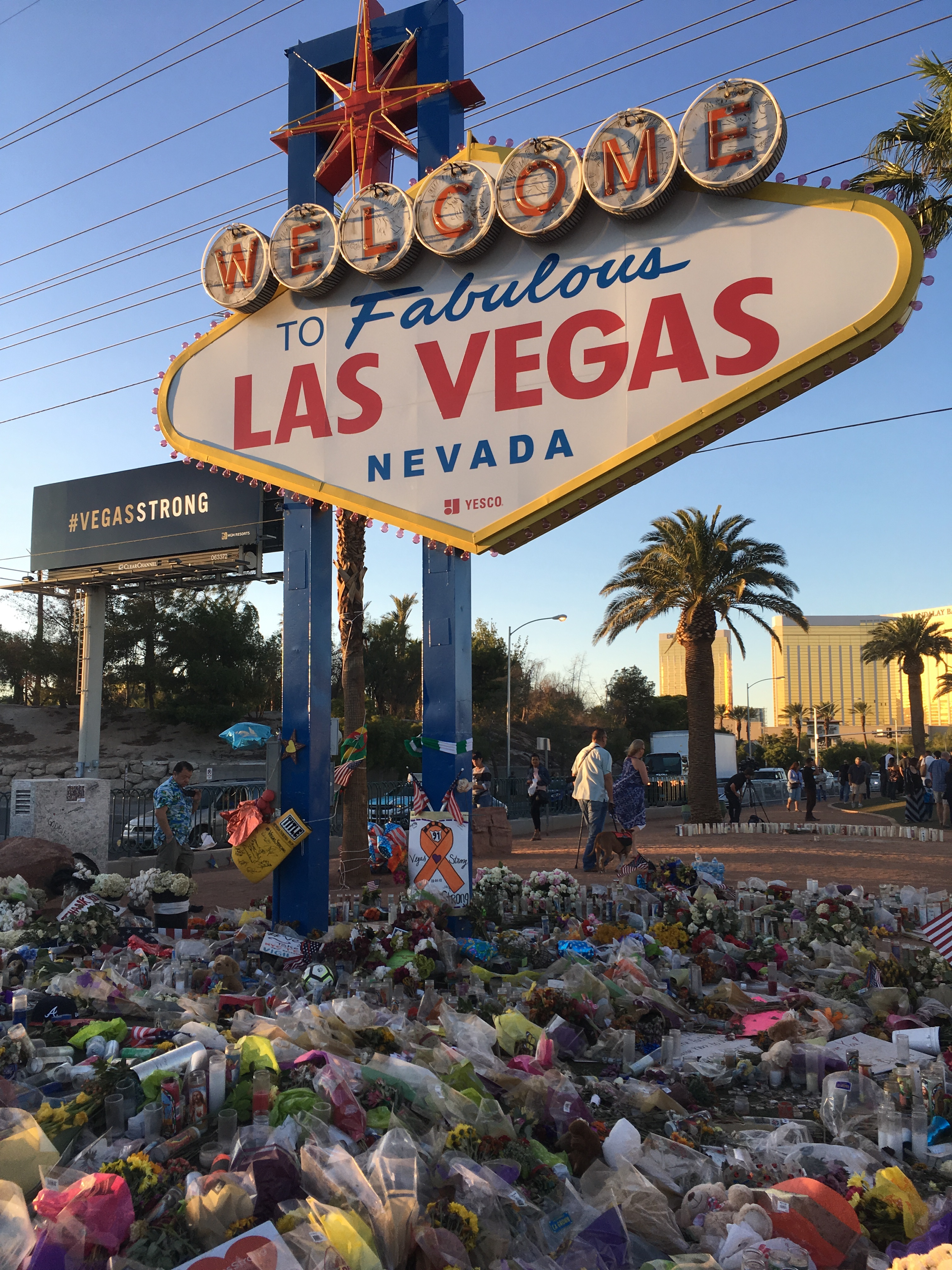
Dépôts de fleurs devant le panneau Welcome to Fabulous Las Vegas.

### Personnalités politiques
- Belgique : Le ministre des Affaires étrangères, Didier Reynders, présente ses « sincères condoléances et [ses] pensées aux victimes et aux familles touchées par la fusillade »[29].
- Canada : Le Premier ministre Justin Trudeau déclare : « nos cœurs sont brisés pour nos amis et voisins américains aujourd'hui. De la part de tous les Canadiens, j'offre toutes mes condoléances à ceux qui ont perdu êtres chers et des amis »[30].
- États-Unis : Le président américain Donald Trump rencontre une victime de la fusillade, avec sa femme Melania.

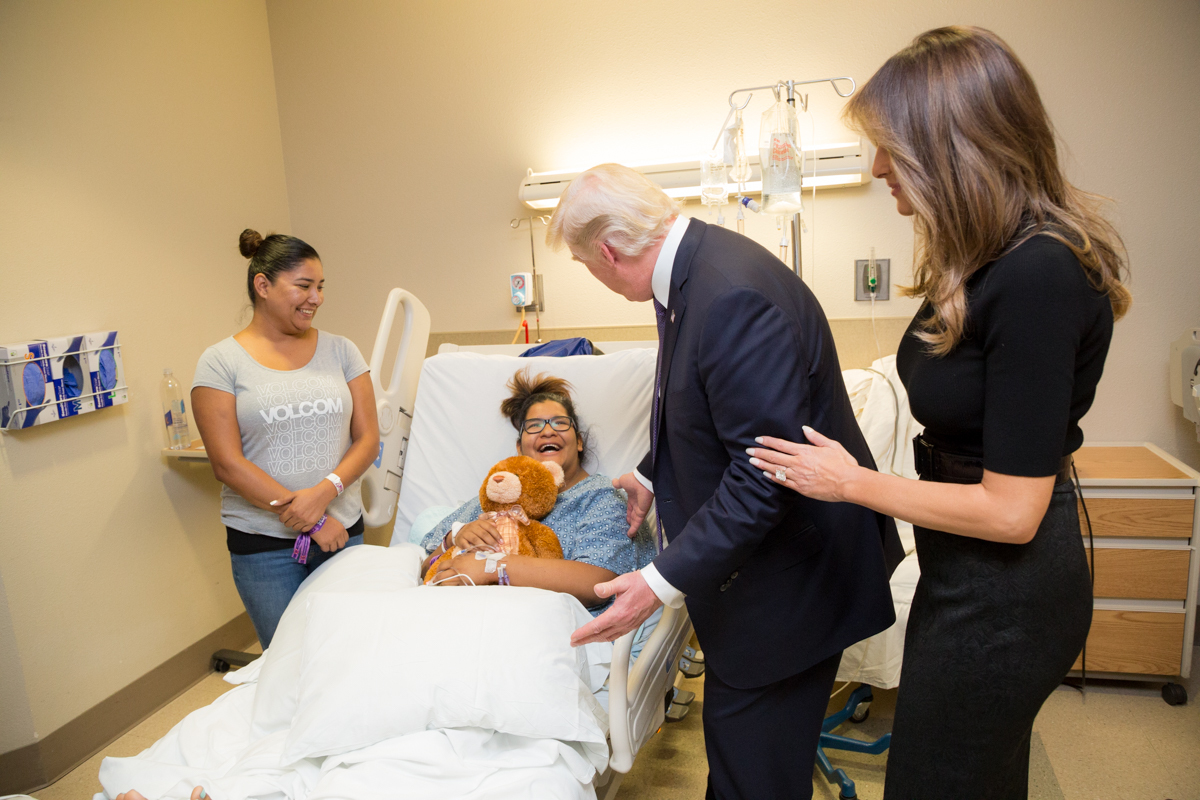
Le président américain Donald Trump rencontre une victime de la fusillade, avec sa femme Melania.

  - Le président des États-Unis, Donald Trump, présente ses « sincères condoléances et [ses] pensées aux victimes et aux familles touchées par la fusillade »[31].
  - Son prédécesseur, Barack Obama annonce sur le réseau social Twitter que sa femme Michelle et lui « prient pour les victimes » et que leurs pensées « sont avec leurs familles et tous ceux qui doivent subir encore une tragédie insensée »[32].
- France : Le président de la République Emmanuel Macron déclare avoir une « pensée émue pour nos partenaires et amis américains » en condamnant la « violence contemporaine »[33].
- Israël : Le Premier ministre Benyamin Netanyahou a publié un communiqué pour condamner cette fusillade. « En ce jour terrible, le peuple d’Israël est solidaire du peuple américain dans son deuil et son chagrin. Nos pensées vont vers les familles des victimes et nous souhaitons une prompte guérison à tous les blessés. Nous pleurons avec vous. »[34]
- Mexique : Le président du Mexique Enrique Peña Nieto écrit sur Twitter : « J'exprime nos plus sincères condoléances au peuple des États-Unis envers les terribles événements de cette nuit. »[35]
- Tibet : Le 14e dalaï-lama Tenzin Gyatso a exprimé sa peine à la suite de la fusillade, et a appelé à un monde basé sur la fraternité universelle. Il a déclaré que cette violence provenait d'un manque de compassion et de respect pour la vie[36].
- Vatican : le pape François se déclare « profondément attristé » par la fusillade, évoquant une « tragédie insensée »[37].

### Autres
Le 10 octobre 2017, les Golden Knights de Vegas de la Ligue nationale de hockey ont rendu hommage aux victimes et au personnel d'intervention lors de leur match inaugural à domicile. Plus tard au cours de la saison, le numéro 58 est devenu le premier numéro de l'histoire de l'équipe à être retiré, choisi pour les 58 morts lors de la fusillade.
Le 17 janvier 2020, le rappeur américain Eminem publie la chanson Darkness. Le clip vidéo met en évidence le tireur dans sa chambre d'hôtel, ainsi qu'une forte quantité de médicaments et d'alcool. Le clip se conclut par un récapitulatif de certaines des fusillades de masse les plus marquantes de l'histoire récente des États-Unis et un appel au vote.
Aux États-Unis, la fusillade est célébrée par une partie de la communauté incel, qui voit en Paddock un héros car il aurait essentiellement visé des « normies »[Quoi ?],,.

## Débat sur les armes
À la suite de cette tuerie, le débat sur les armes a refait surface, opposant traditionnellement le Parti démocrate favorable à une réglementation accrue, et le Parti républicain favorable au maintien en vigueur du Deuxième amendement de la Constitution des États-Unis, datant de 1791, qui garantit pour tout citoyen américain le droit de porter des armes. Des élus républicains, dont Paul Ryan se sont néanmoins dit prêts à ouvrir les discussions sur le mécanisme transformant les fusils semi-automatiques en fusils automatiques. La porte-parole de la Maison-Blanche Sarah Huckabee Sanders a déclaré, le 5 octobre, que le gouvernement de Donald Trump était très ouvert à un débat sur la question. Plus surprenant encore, le National Rifle Association, par la voix des deux principaux dirigeants, Wayne LaPierre et Chris CoxLa, a déclaré dans un communiqué de presse que cette question devrait faire l'objet d'une réglementation supplémentaire. En effet, la NRA et le Parti Républicain se disent désormais favorables à l'interdiction des « bumps stocks », un mécanisme destiné à transformer les armes semi-automatiques en armes automatiques, permettant ainsi de contourner l'interdiction d'achat de ces dernières.